# 세계 피스트볼 선수권 대회
세계 피스트볼 선수권 대회(Fistball World Championships)는 1968년부터 현재까지 4년마다 개최되는 피스트볼의 세계 선수권 대회이다.